# Введенский, Константин Владимирович
Константин Владимирович Введенский (22 октября 1905 года, Воронеж — 22 декабря 1977 года, Ленинград) — советский военный деятель, генерал-майор (3 июня 1944 года).

## Начальная биография
Константин Владимирович Введенский родился 22 октября 1905 года в Воронеже.
Работал рассыльным в Воронежском губернском продкомитете, с апреля 1920 года — подручным в малярно-декоративной мастерской губернского отдела народного образования.

## Военная служба

### Гражданская война
С января 1921 года служил красноармейцем в составе отдельного батальона связи (10-я стрелковая дивизия, Московский военный округ), однако в декабре того же года уволен со службы «как несовершеннолетний» и с января 1922 года был воспитанником детского дома имени «ГубЧК» в Воронеже.

### Межвоенное время
В августе 1922 года К. В. Введенский поступил в 22-ю Краснознамённую пехотную школу комсостава в Воронеже. После расформирования школы в феврале 1923 года переведён в 17-ю пехотную школу комсостава в Туле, которая в апреле 1924 года была переведена во Владикавказ и переименована во Владикавказскую пехотную школу. После окончания учёбы в августе 1925 года направлен в 39-й стрелковый полк (13-я Дагестанская стрелковая дивизия, Северо-Кавказский военный округ) дислоцированный в Дербенте, где служил на должностях командира стрелкового взвода и взвода полковой школы, командира стрелковой роты и начальника полковой школы, командира батальона. В 1931 году вступил в ряды ВКП(б). С апреля 1936 года служил в штабе 13-й стрелковой дивизии помощником начальника 1-й (оперативной) части, однако в сентябре переведён на должность командира батальона в 39-м стрелковом полку в составе этой же дивизии (Белорусский военный округ), а в августе 1937 года — на должность помощника командира по строевой части 81-го стрелкового полка (27-я Омская стрелковая дивизия), дислоцированного в Витебске. В октябре 1937 года направлен в спецкомандировку в Испании, из которой вернулся в апреле 1938 года на прежнюю должность.
В сентябре 1938 года назначен на должность командира 38-го стрелкового полка (13-я стрелковая дивизия, Белорусский военный округ), находясь на которой, в сентябре 1939 года принимал участие в ходе похода Красной армии в Западную Белоруссию.
С сентября 1940 года К. В. Введенский служил командиром 336-го стрелкового полка в составе 5-й стрелковой дивизии (Прибалтийский Особый военный округ), а с января 1941 года — заместителем командира по строевой части 10-й стрелковой дивизии (10-й стрелковый корпус, 8-я армия).

### Великая Отечественная война
С началом войны находился на прежней должности. 10-я стрелковая дивизия вела тяжёлые оборонительные боевые действия на шяуляйском направлении в ходе приграничного сражения на Северо-Западном фронте, а затем отступала по направлению на Ригу и далее на Пярну. В июле дивизия в составе Северного фронта вела бои в полуокружении и окружении на территории Эстонии, а затем вела оборону на рубеже Пярну — Тарту и принимала участие в отражении высадок противником морских десантов на побережье Рижского залива. Вскоре дивизия отступала на Таллин, где обороняла обводы города. С 23 июля подполковник К. В. Введенский исполнял должность начальника штаба этой же 10-й стрелковой дивизии. Осенью дивизия вела оборонительные боевые действия в районе Стрельны и Петергофа, а во второй половине октября была передислоцирована в Ленинград и затем — в район Невской Дубровки, где находилась в обороне в составе 8-й армии и Невской оперативной группы.
4 апреля 1942 года полковник К. В. Введенский назначен на должность командира 11-й отдельной стрелковой бригады в составе Невской оперативной группы, а 5 августа — на должность командира 85-й стрелковой дивизии, которая вела боевые действия в районе Урицка. 12 августа дивизия передислоцирована в район Ново-Сергеевка и с 28 августа принимала участие в ходе наступательной операции на колпинском направлении, но успеха не имела и вернулась на исходный рубеж Урицк — Старо-Паново. В период с октября 1942 года по июль 1943 года дивизия вела оборонительные боевые действия на рубеже Володарско-Ямская Слобода — южное побережье Финского залива — Лиговский канал, затем совершенствовала оборонительный рубеж в районе ст. Фарфоровая, а с сентября 1943 года вела оборонительные бои в районе Финское, Копрово, Александровка. 16 января 1944 года дивизия под командованием полковника К. В. Введенского в ходе начавшейся Новгородско-Лужской наступательной операции перешла в наступление, прорвала оборону противника и овладела узлом сопротивления Александровка и затем участвовала в освобождении Павловска и Пушкина и посёлков Сусанино и Вырица. С 13 февраля дивизия вела бои на рубеже Литина Гора — Красная Горка и к концу февраля вышла к реке Торошинка в районе Пестово — Понизовье. С 20 по 30 марта она находилась на пополнении, и затем вела оборонительные боевые действия на рубеже Летово — Торошинка — Подборовье — Лапинка.
19 мая 1944 года полковник К. В. Введенский назначен на должность командира 239-й стрелковой дивизии, которая вскоре принимала участие в боевых действиях в ходе Белорусской, Шяуляйской и Режицко-Двинской наступательных операций, а также 27 июля — в освобождении города Даугавпилс. 30 августа генерал-майор Введенский переведен на должность командира 33-й гвардейской стрелковой дивизии, которая затем участвовала в Прибалтийской и Мемельской наступательных операциях и в освобождении города Шилуте 10 октября.
С 8 декабря 1944 по 2 марта 1945 года Введенский по состоянию здоровья находился на лечении в госпитале и в санатории и после выздоровления в апреле 1945 года направлен на учёбу на ускоренный курс при Высшей военной академии имени К. Е. Ворошилова.
За время боевых действий комдив Введенский был два раза персонально упомянут в благодарственных в приказах Верховного Главнокомандующего.

### Послевоенная карьера
После окончания ускоренного курса 30 октября 1945 года назначен на должность командира 51-й гвардейской стрелковой дивизии (Прибалтийский военный округ), в июне 1946 года — на должность начальника Управления боевой и политической подготовки Прибалтийского военного округа, а в ноябре 1951 года — на ту же должность в Приморском военном округе.
С августа 1953 года служил в Главном управлении боевой и физической подготовки Сухопутных войск начальником 1-го отдела Управления боевой подготовки, а с декабря 1956 года — заместителем начальника Управления боевой подготовки общевойсковых соединений.
Гвардии генерал-майор Константин Владимирович Введенский 10 июля 1961 года вышел в запас. Умер 22 декабря 1977 года в Ленинграде. Похоронен на Купчинском участке Ново-Волковского кладбища.

## Награды
СССР
- Орден Ленина (05.11.1946)[4]
- Три ордена Красного Знамени (26.05.1943[5], 03.11.1944[4], 20.04.1953[4])
- Орден Кутузова 2 степени (21.02.1944)[6]
- орден Богдана Хмельницкого 2 степени (30.07.1944)[7]
- Медали, в том числе:
  - «За оборону Ленинграда» (01.06.1943)[8]
  - «За победу над Германией в Великой Отечественной войне 1941—1945 гг.» (23.06.1945)[9]
  - «Ветеран Вооружённых Сил СССР» (1976)

Других государств
- Медаль «Китайско-советской дружбы» (КНР)

Приказы (благодарности) Верховного Главнокомандующего в которых отмечен К. В. Введенский.
- За овладение городом Пушкин (Царское Село) и городом Павловск (Слуцк) — крупными железнодорожными узлами и мощными опорными пунктами обороны немцев. 24 января 1944 года. № 63.
- За овладение штурмом городами Даугавпилс (Двинск) и Резекне (Режица) — важными железнодорожными узлами и мощными опорными пунктами обороны немцев на рижском направлении. 27 июля 1944 года. № 153.